# Deutsche Fernstudiendokumentation
Die Deutsche Fernstudiendokumentation (dfsd) ist eine umfassende Sammlung deutsch- und fremdsprachiger Literatur (Monographien, Periodika, graue Literatur) sowie sonstiger Materialien.
Das Sammelprofil umfasst die inhaltlichen Bereiche
- Fernstudium,
- Fernstudienforschung,
- Fernunterricht und
- Erwachsenenbildung

mit bildungshistorischem Schwerpunkt.
Der Großteil der Materialien stammt aus den 1960er bis 1990er Jahren.

## Geschichte
Im Jahr 2001 hat die Universitätsbibliothek der FernUniversität in Hagen die für das Fernstudium relevanten Bestände des Deutschen Instituts für Fernstudienforschung (DIFF) an der Universität Tübingen und private Sammlungsbestände des ehemaligen Dokumentars und Fernstudienforschers Rudolf Manfred Delling nach der Schließung des DIFF im Jahr 2000 übernommen. Das Deutsche Institut für Fernstudienforschung (DIFF) verfügte über eine umfangreiche Spezialsammlung, das DIFF-Dokumentationssystems (DIDOS) mit den Sammelgebieten Fernstudium, Erwachsenenbildung, Mediendidaktik, Lehrerbildung und Lernpsychologie. Eine Nachfolgeeinrichtung des Deutschen Instituts für Fernstudienforschung (DIFF) mit verändertem Profil ist das 2001 gegründete Institut für Wissensmedien (IWM) in Tübingen.

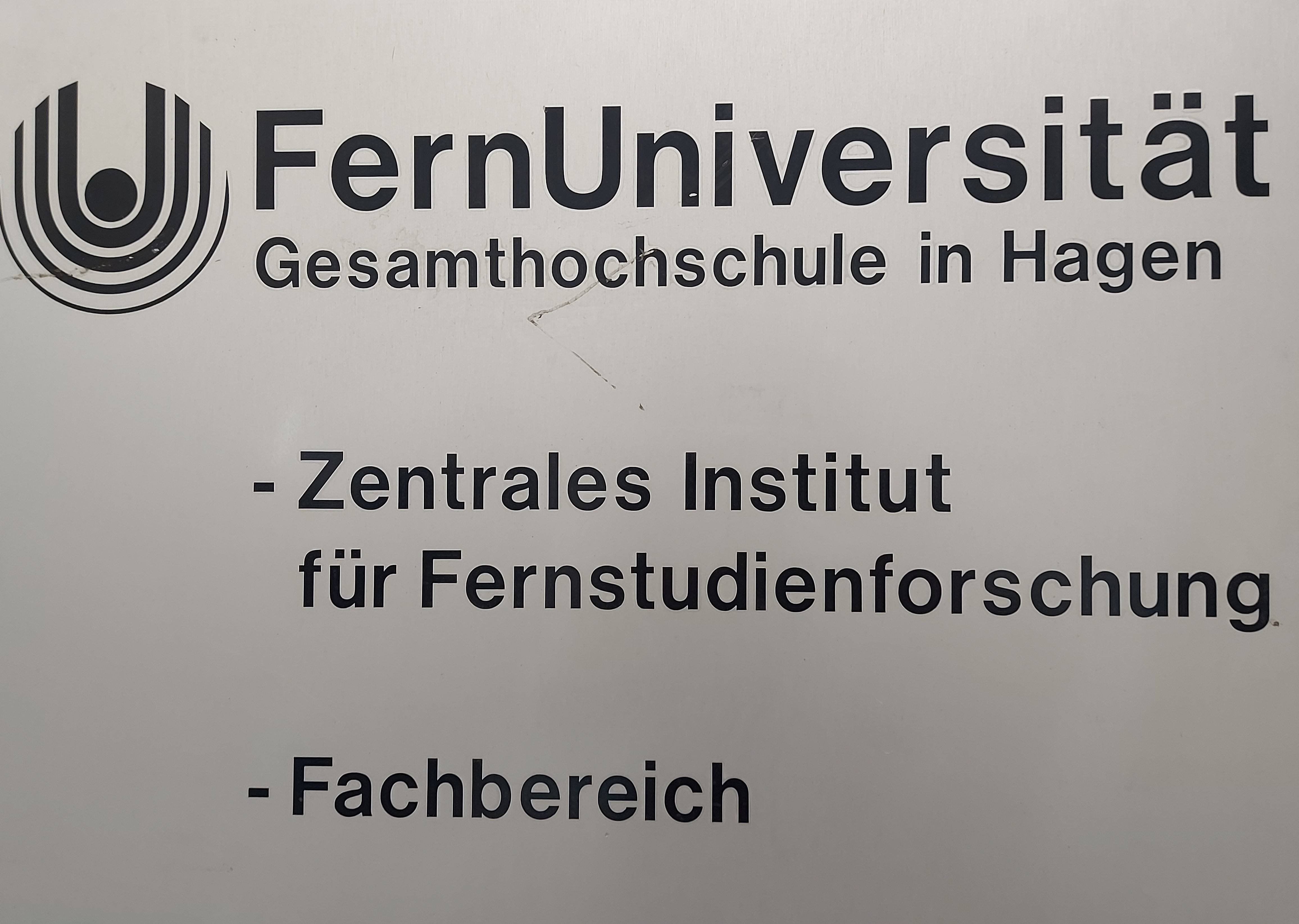
Hinweisschild des Zentralen Instituts für Fernstudienforschung (ZIFF)

Vereint mit den Sammlungsbeständen der Universitätsbibliothek der FernUniversität in Hagen und den Sammlungsbeständen des ehemaligen Zentralen Instituts für Fernstudienforschung (ZIFF) stellen diese Dokumente den Sammlungsbestand der Deutschen Fernstudiendokumentation dar. Das Zentrale Institut für Fernstudienforschung (ZIFF) hatte nach der Grundordnung der FernUniversität in Hagen die Aufgaben, Grundlagenforschung und Anwendungsforschung sowie entsprechende Methodenlehre des Fernstudiums zu betreiben. Das Spektrum der Aufgaben verbreiterte sich später gemäß dem Leitbild der FernUniversität in Hagen auf Lehre in virtuellen Institutionen. Eine umfangreiche Dokumentation und Sammlung von Material zum Fernstudium und E-Learning sowie Einzelprojekte zur Studienberatung und zur Evaluation ergänzten die Aufgaben. Die Forschungsergebnisse wurden unter anderem in mehreren Reihen veröffentlicht. Die bekannteste Veröffentlichung ist die Reihe der insgesamt 126 ZIFF-Papiere.
Das Zentrale Institut für Fernstudienforschung existierte von 1975 – 2005.

## Bestände

### Sammlungsprofil
Die Deutsche Fernstudiendokumentation umfasst Materialien zur Geschichte des Fernstudiums und der (inter-)nationalen Fernstudienforschung. Neben Monographien zum Fernstudium, Zeitschriften, Materialien fernstudienspezifischer Sammlungen (die sogenannten FERSON-Materialien des ehemaligen Deutschen Instituts für Fernstudienforschung (DIFF) und die fernstudienspezifische Sammlung des universitätseigenen, ehemaligen Zentralen Instituts für Fernstudienforschung (ZIFF)) sind auch Teilnachlässe bzw. Schenkungen namhafter Forscherpersönlichkeiten Bestandteil der dfsd. So z. B. der Nachlass von Albert Först, dem Nestor des Fernstudiums in der DDR. Des Weiteren umfasst die Deutsche Fernstudiendokumentation Hochschulschriften, Unterrichtsmedien, Akten und Tonträger.
Bedingt durch die Historie der dfsd liegen inhaltliche Schwerpunkte u. a. auf den Bereichen der Gründung und den ersten Jahren der FernUniversität in Hagen, Forschungsberichten und Veröffentlichungen des Zentralen Instituts für Fernstudienforschung (ZIFF) und des Zentrums für Fernstudienentwicklung (ZFE), Veröffentlichungen und Unterlagen des Deutschen Instituts für Fernstudienforschung (DIFF), internationaler Kongressliteratur, sowie Quellen und Veröffentlichungen zur Geschichte des Fernunterrichts und -studiums insbesondere in der ehemaligen DDR. Das Sammlungsprofil der dfsd beschränkt sich auf die Jahre bis zur Jahrtausendwende.
| Provenienz                                          | Übernahme           | Materialart                                                                                                |
| --------------------------------------------------- | ------------------- | --- |
| Deutsches Institut für Fernstudienforschung (DIFF)  | 2001                | Monographien, Periodika, Forschungsberichte, graue Literatur, Studienbriefe                                |
| Private Sammlungsbestände R.M. Delling              | 2001 ff.            | Sonderdrucke, Manuspripte, Kopien, graue Literatur, Verzeichnisse usw.                                     |
| Zentrales Institut für Fernstudienforschung (ZIFF)  | 2005                | Monographien, Periodika, Forschungsberichte und Forschungsmaterialien, graue Literatur, Studienbriefe usw. |
| Universitätsbibliothek der FernUniversität in Hagen | vorhandener Bestand | Monographien, Periodika, Forschungsberichte, Studienbriefe                                                 |

### Erschließungsarbeiten
Mit der Übernahme der Materialien ab 2001 galt es zum einen die bereits vorhandenen Daten aus den Dokumentationssystemen (Lidos, BISMAS) zu vereinen und zum anderen noch nicht erfasste Materialien zu erschließen. Die Bearbeitung der Daten wurde durch die unterschiedliche Datenqualität und die Verwendung unterschiedlicher Kategorien erschwert, so dass die Bereinigung und Zusammenführung der Daten einen größeren Zeitraum in Anspruch nahmen.

Der Zugriff auf die Daten wurde durch ein Webinterface realisiert, dass ab 2005 eine Recherche in den Beständen der dfsd ermöglichte.

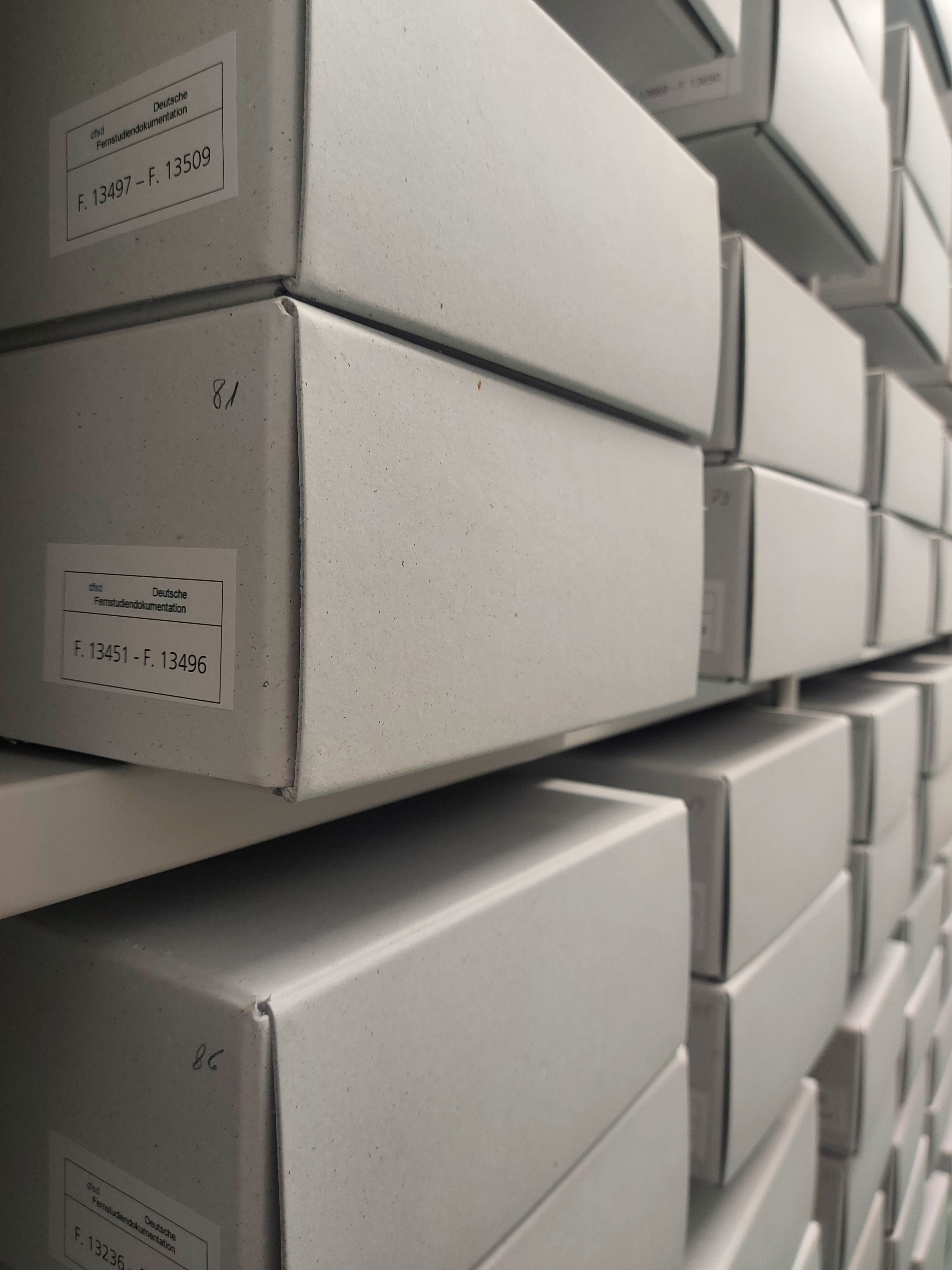
Archivalien der Deutschen Fernstudiendokumentation (dfsd)

### Bestandsmanagement und -pflege
Noch nicht erschlossene Materialien wurden dem Datenbestand hinzugefügt und – je nach Materialart – entweder in den (frei benutzbaren) Bestand der Universitätsbibliothek Hagen integriert oder den separat aufbewahrten Sondermaterialien zugeordnet.
Die jahrelange Aufbewahrung großer Sammlungsbestandteile in Stehsammlern und Aktenordnern sowie Alterungsprozesse der Materialien machten eine nachträgliche Behandlung und Umbettung notwendig. Die betreffenden Medien wurden entgrätet, in säurefreie Archivmappen und Archivkartons verpackt sowie den Magazinräumen des Archivs der FernUniversität zugeführt. Die Umbettung der dfsd wurde 2017 abgeschlossen.
Die Archivalien der Deutschen Fernstudiendokumentation wurden entsprechend dem Archivgesetz des Landes Nordrhein-Westfalen von 2010 in das Archiv der FernUniversität in Hagen integriert.

### Nachweis und Nutzung
Die Bestände der Deutschen Fernstudiendokumentation sind in einer eigenen, über die Universitätsbibliothek der FernUniversität in Hagen frei zugänglichen Datenbank nachgewiesen, auf die seit 2005 über das erste Webinterface über die Homepage der Universitätsbibliothek der FernUniversität in Hagen zugegriffen werden kann. Mittlerweile verzeichnet die Datenbank etwa 37.000 Einträge. Das Portal der dfsd bietet neben der Recherche auch Bestellmöglichkeiten an. Angehörige der FernUniversität in Hagen sowie Wissenschaftler und Fachleute aus den Bereichen Fernstudium und Fernlehre über die Hochschulgrenzen hinaus können die Materialien ausleihen bzw. Kopien anfordern. Externe Nutzer und Nutzerinnen können die entsprechenden Dokumente über die Fernleihe beziehen.
Die Benutzungsordnung der Universitätsbibliothek Hagen gilt entsprechend für die Nutzung der Bestände der dfsd und informiert über die allgemeine Regelung des Benutzungsverhältnisses.
Die dem Archiv der FernUniversität zugeordneten Archivalien der Deutschen Fernstudiendokumentation stehen unter Anwendung der Regelungen des Archivgesetzes NRW für die Benutzung zur Verfügung.